# جاك ليزلي
جاك ليزلي (بالإنجليزية: Jack Leslie)‏ (17 أغسطس 1901 بلندن في المملكة المتحدة - 25 نوفمبر 1988 في المملكة المتحدة) هو لاعب كرة قدم بريطاني (وحمل سابقاً جنسية المملكة المتحدة لبريطانيا العظمى وأيرلندا) في مركز الهجوم. لعب مع نادي بليموث أرجايل ونادي بركنغ ‏.

## وصلات خارجية
- جاك ليزلي على موقع عالم كرة القدم.نت (الإنجليزية)